# Бек, Топпен
Топпен Бек (норв. Toppen Bech, 28 марта 1939, Осло — 5 февраля 2024) — норвежская журналистка и телеведущая.

## Биография
Топпен Бек родилась в Осло 28 марта 1939 года. В 1960 году окончила Норвежскую академию журналистики. С 1960 по 1971 год работала в газете Aftenposten, а с 1973 по 1978 год редактировала журнал Alle Kvinner. В 1984 году была назначена на работу в Норвежскую государственную вещательную компанию. Вела ряд передач, в том числе Unnskyld at jeg spør и Den blå timen. В телесериале Herskapelig она рассказывала об усадьбах и особняках, всего с 1997 по 2006 год было выпущено 62 программы.
В 2007 году была награждена Королевской медалью Заслуг.
Бек умерла 5 февраля 2024 года в возрасте 84 лет.

## Личная жизнь
У Топпен Бек есть дочь — Александра Бек-Йёрв.